# 李廷觀
李廷觀（1529年—？），字明文，號斗岡，江西南昌府豐城縣人，軍籍，明朝政治人物。

## 生平
乙卯科（1555年）江西鄉試第六十八名舉人。嘉靖三十五年（1556年）中式丙辰科二甲第五十四名進士。礼部观政，授南京兵部主事，四十年升员外、郎中，嘉靖四十三年（1564年）任浙江溫州府知府。隆慶二年三月以未能完成钱粮征收，被停止俸禄。三年五月升任福建都转运盐使司运使，六年正月因戚继光部将福建参将王如龙、游击将军金科、都司佥书朱珏等人之事被勒令致仕。
萬曆二年（1574年）九月赴部调用，三年五月调任为河东陕西都转运盐使司运使，四年十二月被巡按山西御史陈用宾弹劾停俸，八年正月考察以不謹閑住。

## 家族
曾祖李充實；祖父李光胤，聽選官；父李瓚，貢士、寶應知縣、封主事加知府。母夏氏，封太安人加恭人。弟李廷和、李廷謨（生員）、李廷章。
弟李廷謨、侄子李啓美，皆为萬曆進士。